# 雨晴温泉
雨晴温泉（あまはらしおんせん）は、富山県高岡市にある温泉である。

## 概要
出典→
- 泉質 - ナトリウム・カルシウム - 塩化物強塩温泉（1号井）、ナトリウム - 塩化物泉（2号井）
- 泉温 - 37.8℃（1号井）、20.2℃（2号井）
- 湧出量 - 74.0 L/分（1号井）、14.9L/分（2号井）※いずれも動力揚水
- pH - 7.8（1号井）、8.7（2号井）
- 溶存物質 - 29,200mg/kg（1号井）、2,440mg/kg（2号井）
- 深さ - 744m（1号井）、1,210m（2号井）

## 温泉街
一軒宿の『雨晴温泉 磯はなび』のみ存在する。
1979年7月8日に富山県農協共済福祉事業団による鉄筋コンクリート地下1階地上5階建て、中川建築設計事務所設計、前田建設工業北陸支店、山本建設、塩谷建設共同企業体施工の『雨晴ハイツ』として開業し（第10回富山県建築賞入選）、1988年5月に敷地内から40℃のお湯を毎分200Lの湯量で掘り当てたことを受けて、1989年8月8日に温泉を利用した大浴場付き新館（地上2階地下1階）が完工した（同日には創立十周年記念式も執り行われた）。2001年7月17日には増改築工事の起工式が行われ、鉄骨地上8階地下1階の建物として2002年6月17日に現名称の『磯はなび』としてリニューアルオープンした。2016年8月12日には、富山湾を望める一枚窓の客室などを備えた新フロア『楽瑠別邸 BLANCHE』がオープンした。
広さ約32m2の大浴槽と隣の樽をイメージした直径2.5mの円形檜風呂、富山湾や立山連峰、能登半島などを望め海と一体になった気分になれる露天風呂付大浴場『ゆらく』が存在する。